# Breda Ba.79
Il Breda Ba.79 era un monoplano monomotore biposto da turismo e da collegamento ad ala alta, prodotto dall'azienda italiana Società Italiana Ernesto Breda negli anni trenta del XX secolo.

## Storia del progetto
Nella seconda metà degli anni trenta del XX secolo l'ingegnere Paolo Terzi dell'ufficio tecnico della Società Italiana Ernesto Breda progettò, su iniziativa privata, un velivolo triposto da turismo che fu designato Ba.79. Si trattava di un monoplano, monomotore capace di trasportare due persone all'interno di una confortevole cabina. Il prototipo volò per la prima volta nel corso del 1939 dotato di propulsore Alfa Romeo AR.110 a 4 cilindri in linea rovesciato, raffreddato ad aria, ed erogante la potenza di 130 CV.

## Tecnica
Velivolo da turismo monoplano, monomotore a carrello triciclo posteriore fisso. L'ala era posizionata alta, controventata. Le semiali, le cui estremità erano arrotondate, erano unite alla fusoliera tramite longheroni. L'impennaggio di coda bilongherone era del tipo classico monoderiva, dotato di piani orizzontali controventati, rivestiti in tela con rinforzi in compensato, così come il timone. La fusoliera era costruita in tubi d'acciaio, aveva sezione ovale, ed era completamente rivestita in tela tranne per la zona anteriore dove si trovava il propulsore, dove era rivestita con pannelli metallici.
La cabina di pilotaggio, dotata di ampie superfici vetrate, poteva ospitare quattro persone disposte su due file di sedili posti in tandem. Il tetto della cabina era apribile, ed essa era isolata sia termicamente che acusticamente e disponeva di ventilazione controllabile. I sedili erano abbastanza profondi per consentire a tutti gli occupanti di indossare il paracadute, e in caso di emergenza il pilota poteva aprire entrambe le ampie porte laterali e il tetto azionando un'unica leva. Il posto di pilotaggio disponeva di ampia strumentazione, dotata di luci ad intensità regolabile per il volo notturno.
Il carrello d'atterraggio era un triciclo classico a V, fisso, dotato anteriormente di gambe di forza ammortizzate, posizionate sotto la cabina di pilotaggio, ed integrato posteriormente da un pattino d'appoggio.
La propulsione era affidata ad un motore Alfa Romeo AR.115, a 6 cilindri in linea, raffreddati ad aria, erogante la potenza di 185 CV (136 kW) ed azionante un'elica bipala metallica a passo variabile in volo.

## Impiego operativo
Dal primo prototipo furono tratti due esemplari di una versione quadriposto, equipaggiata con il più potente motore Alfa Romeo AR.115 da 185 CV, che venne designata Ba.79S. 
Il primo Breda 79S (c/n 78001) venne immatricolato I-ABFU il 20 aprile 1939, mentre il secondo esemplare (c/n 78002) divenne I-ABFT. Tutti e tre i velivoli furono acquistati ed utilizzati dal Ministero dell'Aeronautica per attività di addestramento e collegamento. Ottenne l'abilitazione al pilotaggio di tale velivolo anche il noto aviatore Giovanni Battista Lucchini.

## Versioni
- Ba.79: un prototipo biposto con motore Alfa Romeo AR.110 da 130 CV, peso a vuoto di 700 kg, peso massimo 1 050 kg, velocità massima 215 km/h, autonomia 900 km, tangenza 3 800 m.
- Ba.79S: versione quadriposto, costruita in due esemplari equipaggiati con propulsore Alfa Romeo AR.115 da 185 CV.

## Utilizzatori
Italia
- Regia Aeronautica

### Periodici
- Giovanni Massimello, Giovanni Battista Lucchini, in Storia Militare, n. 211, Parma, Ermanno Albertelli Editore, aprile 2011,  pp. 31-39.